# Карл Аллікас
Карл Адамович Аллікас (8 лютого 1905 року, хутір Папортно, Більсько-Сяберська волость, Лузький повіт, Санкт-Петербурзька губернія — 20 березня 1976 року, Таллінн) — радянський військовий діяч, генерал-майор (5 жовтня 1944 року).
Член ЦК Комуністичної партії Естонії (1951—1961 роки), депутат Верховної Ради Естонської РСР 3 — 5 скликань.

## Початкова біографія
Карл Аллікас народився 8 лютого 1905 року на хуторі Папортно Лузького повіту Санкт-Петербурзької губернії.
Працював чорноробом на вузькоколійній залізниці Луга — артилерійський полігон (Ленінградська область).

## Військова служба

### Довоєнний час
У вересні 1924 року призваний до лав РСЧА і направлений на навчання в Ленінградську об'єднану міжнародну школу, після розформування якої в 1926 був переведений в Ленінградську піхотну школу, після закінчення якої з вересня 1927 направлений в 46-й стрілецький полк (16 стрілкова дивізія, Ленінградський військовий округ), дислокований в Новгороді, де служив на посадах командира стрілецького взводу і взводу полкової школи, помічника командира роти, а з травня 1931 виконував посаду коменданта штабу ЛВО. У тому ж році вступив до лав ВКП(б).
У червні 1933 Аллікас направлений в 20-ю стрілецьку дивізію, де призначений на посаду начальника штабу батальйону в 59-му стрілецькому полку, а в 1935 році — на посаду помічника начальника штабу 58-го стрілецького полку.
З 1936 року служив на посадах помічника начальника штабу начальника штабу 194-го стрілецького полку (65-а стрілецька дивізія, Уральський військовий округ).
17 червня 1938 року Карла Адамовича Аллікаса було звільнено з кадрів РСЧА за статтею 43 «а», 12 липня того ж року заарештовано співробітниками НКВС, після чого перебував під слідством. 22 квітня 1940 року звільнено з-під арешту, справу припинено «за відсутністю складу злочину», а 26 червня відновлено в кадрах РСЧА, після чого служив на посадах командира батальйону та начальника штабу 514-го стрілецького полку (172-а стрілецька дивізія, Московський військовий округ).
У квітні 1941 року майора Аллікаса призначено на посаду начальника штабу 383-го стрілецького полку (121-а стрілецька дивізія, 47-й стрілецький корпус, Білоруський військовий округ).

### Німецько-радянська війна
З початком війни знаходився на колишній посаді. 383-й стрілецький полк зайняв оборону в районі міста Слонім на східному березі річки Щара, де вступив у оборонні бойові дії з переважаючими силами супротивника, після чого почав відступ на Барановичі, в районі яких 28 червня полк потрапив в оточення, після чого окремими групами відходив. у східному напрямку. У вересні група під командуванням К. Аллікаса в районі між Бобруйском та Брянськом з'єдналася з загоном командира 61-го стрілецького корпусу генерал-майора Ф. Бакуніна. 22 листопада в районі Тули Аллікас разом із загоном вийшов з оточення, зберігши форму та зброю, після чого направлений у район Оріхово-Зуєво в резерв Західного фронту.
У грудні призначений на посаду начальника штабу стрілецького полку у складі 315-ї стрілецької дивізії, проте вже в лютому 1942 року був переведений на посаду начальника оперативного відділення штабу 7-ї Естонської стрілецької дивізії, що формувалася в Камишлові (Свердловській області). Єгор'євськ (Московська область).
У жовтні підполковника Аллікаса призначено на посаду начальника штабу цієї ж дивізії, яка з листопада брала участь у бойових діях під час Великолуцької наступальної операцій.
У січні 1943 року К. Аллікас призначений на посаду командира 7-ї Естонської стрілецької дивізії, яка невдовзі брала участь у бойових діях з захопленняКалінінської області та Кінгісеппського району (Ленінградська область), у Талліннській наступальній та Моонзундській десантній операціях.
28 червня 1945 року дивізія під командуванням Аллікаса була перетворена на 118-ю гвардійську стрілецьку дивізію.

### Повоєнна кар'єра
Після війни знаходився на колишній посаді у складі Ленінградського військового округу.
У березні 1946 року спрямований на курси удосконалення командирів стрілецьких дивізій при Військовій академії імені М. В. Фрунзе, після закінчення яких у лютому 1947 року призначений на посаду командира 22-ї окремої гвардійської Естонської стрілецької бригади, у липні 1951 року. 118-ї гвардійської стрілецької дивізії, а в червні 1956 року — на посаду заступника командира 4-го гвардійського стрілецького корпусу, який у червні 1957 року перетворений на 4-й гвардійський армійський корпус.
Генерал-майор Карл Адамович Аллікас у лютому 1961 року вийшов у відставку. Помер 20 березня 1976 року в Таллінні.

## Нагороди
- Орден Леніна (15.11.1950);
- Чотири ордена Червоного Прапора (06.03.1943, 21.09.1944, 03.11.1944, 05.11.1954);
- Орден Олександра Невського (08.12.1944);
- Орден Вітчизняної війни 1 ступеня (22.07.1945);
- Медалі.